# Bénédict Pierre Georges Hochreutiner
Bénédict Pierre Georges Hochreutiner ( 1873, San Galo - 5 de febrero de 1959, Ginebra) fue un botánico y eminente taxónomo vegetal suizo.

## Biografía
Se instala y sigue en la Universidad de Ginebra dos carreras: la de Ciencias naturales y la de Teología. Y en 1896 recibe su doctorado en ciencias por su tesis sobre Fanerógamas acuáticas del Rin; y en 1911 su bachillerato teológico.
Desde 1896 fue curador del Conservatorio y Jardín Botánico de Ginebra, y en 1931 accede a la dirección hasta su retiro.
En 1934 accede a la cátedra de Botánica.
Fue un infatigable explorador, coleccionando flora de Argelia y de Indonesia, especialmente. Por sus méritos,el gobierno francés lo nombra Caballero de la Legión de Honor

## Algunas publicaciones
- 1947. Triumfetta nova Africana (Tiliaceae). 38 pp.

- 1937. La botanique systématique à Genève. Editor Institut de botanique systématique de l'Université, 42 pp.

- 1932. "Dr. John Briquet, 1870-1931", biography of John Isaac Briquet.[2]

- 1932. "Plantae Humbertianae madagascarenses". Candollea, Ginebra. 1931—1934. 5, 5—18

- 1923. La végétation du Paraguay. Editor Impr. Centrale, 49 pp.

- 1918. A la recherche du Rafflesia Patma, la fleur géante de Java. Globe 57, Ginebra p. 28—36, 4 pl.

- 1912. Plantae Hochreutineranae. Ann. Cons. & Jard. Bot. (15/16): 145—247; Candollea 2 1925: 317—513; l.c. 5, 1934: 175—341; l.c. 6 1934/1936: 399—488

- 1911. La philosophie d'un naturaliste. Editor Imprimerie Centrale

- 1910. Descriptiones plantarum bogoriensium exsiccatarum novarum. Ann. Jard. But. Buit. Suppl. 3: 815—870

- 1906/1907. Rectification touchant les Plantae Bogorienses exsiccatae. Ann. Cons. & Jard. Bot. 10: 118

- 1904. Le Sud-oranais: études floristiques et phytogéographiques faites au cours d'une exploration dans le Sud-Ouest de l'Algérie en 1901, v. 7-8 Annuaire, Conservatoire et jardin botaniques de la ville de Genève. 2 pp.

- 1904. Plantae bogorienses exsiccatae novae vel minus cognitae. Buitenzorg, p. 1—75; );

- 1904—1905. Catalogus bogoriensis novus plantarum phanerogarum quae in Horto Botanico Bogoriensi coluntur herbaceis exceptis. Bull. Inst. Bot. Buit. XIX and XXII; cf. y referencias en Ann. Jard. Bot. Buit. 45 1935: 74

- 1902. Malvaceae.

- 1901. Le genre Urena L.

- 1900. Revision du genre Hibiscus. Editor Romet, 191 pp.

- 1898. Une famille de botanistes, les Candolle. Ginebra: Ch. Eggimann & Cie, 43 pp.

- 1896. Études Sur Les Phanérogames Aquatique Du Rhône Et Du Port De Genève. Tesis doctoral.

## Honores

### Eponimia
Género
- (Malvaceae) Hochreutinera Krapov.[3]

Especies
- (Acanthaceae) Justicia hochreutineri J.F.Macbr.[4]

- (Chenopodiaceae) Atriplex hochreutineri R.H.Anderson & Aellen[5]

- (Lycopodiaceae) Lycopodium hochreutineri Rosenst. ex Nessel[6]

- (Malvaceae) Hibiscus hochreutineri Krapov. & Fryxell[7]

- (Orchidaceae) Dactylorhiza × hochreutineriana (Hellm.) Soó[8]

- (Oxalidaceae) Oxalis hochreutineri J.F.Macbr.[9]

- (Sapotaceae) Pouteria hochreutineri (H.J.Lam) H.J.Lam[10]

- (Selaginellaceae) Selaginella hochreutineri Hieron.[11]

- (Thelypteridaceae) Sphaerostephanos hochreutineri (Christ) Holttum[12]

- (Woodsiaceae) Athyrium hochreutineri Christ[13]

- (Zingiberaceae) Amomum hochreutineri Valeton[14]

- La abreviatura «Hochr.» se emplea para indicar a Bénédict Pierre Georges Hochreutiner como autoridad en la descripción y clasificación científica de los vegetales.[15]